# Still waters
Still waters, Music for tv and film is een verzamelalbum van de Australische gitarist Kevin Peek. Peek speelde in talloze bandjes waarvan Sky het bekendste was. Daarnaast nam hij ook soloalbums op, maar hij schreef ook “Library music”, dat wel ter beschikking werd gesteld voor degene die het wilde gebruiken, maar nooit werd uitgegeven tot in dit geval 2010. De muziek doet sterk denken aan soortgelijke albums van Anthony Phillips, voornamelijk rustige gitaarmuziek. Meer gegevens zijn niet bekend, want de muziek is in de loop van zijn succesjaren opgenomen. 

## Muziek
| Nr. | Titel                 | Duur |
| --- | --------------------- | ---- |
| 1.  | Courante              |      |
| 2.  | Still waters          |      |
| 3.  | Ramble                |      |
| 4.  | Heath dance           |      |
| 5.  | Where were you?       |      |
| 6.  | Finger dance          |      |
| 7.  | Autumn wind           |      |
| 8.  | Mediterranean holiday |      |
| 9.  | Toy dance             |      |
| 10. | Wheels                |      |
| 11. | Days in Peru          |      |
| 12. | Highway reflections   |      |
| 13. | Sailing days          |      |
| 14. | After the carnival    |      |
| 15. | Walk in the sun       |      |
| 16. | From a mountain top   |      |